# Luis Rebolledo de Palafox y Melzi
Luis Rebolledo de Palafox y Melzi, Marqués de Lazán (Zaragoza, 2-VI-1772 - Madrid, 28-XII-1843) fue un aristócrata, militar y político español, de tendencia absolutista. 
Hijo mayor de Juan Felipe Rebolledo de Palafox (marqués de Lazán, de quien heredó el título) y de Paula Melzi de Eril, era hermano del también militar José de Palafox (de tendencia política opuesta), y de Francisco Rebolledo de Palafox y Melzi.
Estudió con Basilio Boggiero en los escolapios de Zaragoza.
Durante la Guerra de Independencia Española intervino con su hermano en la defensa de Zaragoza, y en 1809 en la campaña de Cataluña donde derrota a los franceses el 1 de enero en Castellón de Ampurias.
Con la restauración absolutista pasa a ocupar cargos de confianza del rey Fernando VII y a ejercer la represión contra los liberales. El 27 de septiembre de 1815 sustituyó a su hermano como capitán general de Aragón. En la revolución de 1820 es forzado por la sublevación militar y popular a aceptar la Constitución; no obstante, es cesado en diciembre del mismo año, siendo sustituido por el propio Rafael de Riego. Pasado el Trienio Liberal, en la denominada Década Ominosa, vuelve a ocupar cargos, en este caso protector del Canal Imperial, y con el cambio de reinado (1833) pasó el resto de su vida en Madrid.